# Graeme Pearson

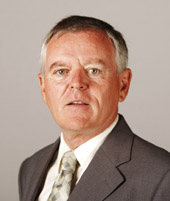
Graeme Pearson

Graeme Pearson (* 1. April 1950) ist ein schottischer Politiker und Mitglied der Labour Party.

## Leben
Pearson besuchte die St Thomas Aquinas Secondary School in Glasgow und studierte anschließend an der Universität Glasgow. Er arbeitete dann für die Polizei von Strathclyde und wurde schließlich Direktor der Schottischen Verbrechens- und Betäubungsmittelvollzugsbehörde. Danach arbeitete er als Honorarprofessor an der Universität Glasgow und wurde Leiter des Instituts für Studien zu schweren organisierten Verbrechen. Pearson ist verheiratet und Vater einer Tochter.

## Politischer Werdegang
Zu den Schottischen Parlamentswahlen 2011 trat Pearson für die Labour Party an. Er bewarb sich jedoch nicht um das Direktmandat eines Wahlkreises, sondern war auf der Regionalwahlliste der Partei für die Wahlregion South Scotland gesetzt. Nachdem die Labour Party seit Eröffnung des Schottischen Parlaments im Jahre 1999 keine Listenmandate in dieser Wahlregion erhalten hatte, errang sie bei den Wahlen im Jahre 2011 zwei. Neben seiner Parteikollegin Claudia Beamish zog Pearson erstmals in das Schottische Parlament ein.